# Volodarsk
Volodarsk (rusky Володарск) je město v Nižněnovgorodské oblasti v Ruské federaci. Při sčítání lidu v roce 2010 měl bezmála deset tisíc obyvatel.

## Poloha a doprava
Volodarsk leží na říčce Sejmě, které se několik kilometrů jihovýchodně od města vlévá zleva do Oky, levého přítoku Volhy. Od Nižného Novgorodu, správního střediska oblasti, je vzdálen přibližně padesát kilometrů západně.
Několik kilometrů severně od města vede dálnice M7 „Volha“, která začíná u Moskevského dálničního okruhu a vede přes Vladimir, Nižnij Novgorod a Čeboksary do Ufy. V úseku u Volodarsku je po ní vedena Evropská silnice E22, která na území Ruska vede z Velikých Luk přes Moskvu, Nižnij Novgorod, Kazaň, Jekatěrinburg a Ťumeň do Išimu.
Ve městě je stanice na železniční trati z Moskvy do Nižného Novgorodu, po které jezdí většina vlaků Transsibiřské magistrály.

## Dějiny
První zmínka je zde v 15. století o obci Sejma pojmenované stejně jako řeka. Toto jméno je pravděpodobně ugrofinského původu (příbuzné s finským Saimaa). Její přidružený statek Olgino byl v roce 1920 přejmenován k poctě revolucionáře V. Volodarského na Volodary. V roce 1932 byly Volodary povýšeny na sídlo městského typu a pohltily původní ves Sejmu.
V roce 1956 došlo k přejmenování na Volodarsk a povýšení na město.